# Akari Saho
Akari Saho (佐保 明梨 Saho Akari?, Tokio, 8 de junio de 1995) es una cantante japonesa. Ella es miembro del grupo Up-Up Girls y exmiembro de Hello! Pro Egg, un programa de Hello! Project. Ella también fue integrante de Shugo Chara Egg!, e intrerpretó el papel de Amulet Spade en varios segmentos en vivo de la aclamada serie Shugo Chara! Party!. Ella completó su entrenamiento en Hello! Pro Egg el 18 de abril de 2011, y se unió a Up-Front Girls el 3 de mayo de 2011. El 16 de mayo de 2011, se unió a UFZS, un grupo de bailarinas de K-pop.

## Historia
Akari Saho fue elegida como una de los 32 ganadores entre 10.570 postulantes en la búsqueda de talentos para un nuevo grupo de aprendices en el  concurso de Hello! Project llamado Hello! Pro Egg en junio de 2004.
Akari reemplazó al miembro graduado Ayumi Yutoku en Tomoiki Ki Wo Uetai (Queremos plantar árboles) en noviembre de 2007.
A finales de 2008, junto con Ayaka Wada, Yuuka Maeda y Kanon Fukuda, Akari se convirtió en miembro de Shugo Chara Egg!, un grupo formado para cantar el tema de apertura de la segunda temporada de la serie de anime Shugo Chara! (Shugo Chara!! Doki).
En julio de 2009 se reveló que Akari reemplazaría a Reina Tanaka en el grupo de Hello! Project Aa! para el álbum Champloo 1: Happy Marriage Song Cover Shū. Además, el grupo también apareció en otro álbum recopilatorio y en numerosas apariciones en conciertos.
En agosto, huevo de Shugo Chara! cambió su alineación para la temporada 3 de "Shugo Chara! Party!". Akari se quedó mientras Ayaka, Yuuka y Kanon se fueron para concentrarse en su grupo recién formado S/mileage. A Akari pronto se le unieron Irori Maeda y Mizuki Fukumura. Ellas cantaron el tema de la parte del anime, Shugo Chara!!! Dokki Doki, mientras aparece en los segmentos de acción en vivo como personajes del anime. Durante estos segmentos, anunciaron audiciones para elegir a un nuevo miembro de Shugo Chara Egg!. Finalmente se les unió Nanami Tanabe, la ganadora de las audiciones.
Akari apareció como una de las bailarinas de respaldo en tres videos musicales consecutivos de Erina Mano, "Haru no Arashi", "Onegai Dakara... " y "Genkimono de Ikō!".
El 18 de abril de 2011, la web oficial de Hello! Pro Egg anunció que Akari había completado su entrenamiento.
El 3 de mayo de 2011, Akari se unió a Up-Front Girls, un nuevo grupo de Up-Front Agency. Su incorporación fue anunciada durante una presentación en vivo transmitida por Nico Nico Douga.
El 16 de mayo de 2011, Akari, junto con su compañera de Up-Front Girls Minami Sengoku, se unió a UFZS, un grupo de covers de baile de K-pop. Actualmente, las siete integrantes de Up-Front Girls también son miembros de UFZS.
El 26 de junio de 2011, Up-Front Girls pasó a llamarse Up-Up Girls, pero la alineación se mantuvo sin cambios.
El 1 de julio de 2011, se anunció que Up-Up Girls se convertirían en artistas habituales en un teatro de ídolos llamado MAP Theater, ubicado en Akihabara. Actuaban todos los jueves.
En julio de 2011, se reveló que Akari, junto con su compañera de Up-Up Girls Ayano Sato, aparecerían en un drama televisivo titulado Yuusha Yoshihiko to Maou no Shiro (勇者ヨシヒコと魔王の城).
El 12 de agosto de 2011, Takamasa Sakurai tuiteó que Akari, junto con la exmiembro de Morning Musume Linlin, formarían una subunidad especial. Realizaron un mini concierto en un desfile de moda de Harajuku en Harbin, China.
El 10 de marzo de 2012, Up-Up Girls lanzó la primera versión de su sencillo debut, Going My ↑ (pronunciado "Going My Way") como un lanzamiento exclusivo para el evento.

## Filmografía

### Cine
- 2010 – Hoshisuna no Shima no Chiisana Tenshi ~Mermaid Smile~ (星砂の島のちいさな天使～マーメイドスマイル～ "Little Angel Star Sand Island ~Mermaid Smile~"?)

### Series de televisión
- 2009 – 2010: Shugo Chara! Party!